# 平原寿恵子
平原 寿恵子（ひらはら すえこ、1907年（明治40年）1月24日 - 1993年（平成5年）2月20日）は日本の声楽家（ソプラノ。ただしアルト、メゾソプラノを歌った記録がある）。音楽教育者。名前は壽惠子、壽恵子と表記されることがある。

## 経歴
東京府（現：東京都）出身。童謡歌手として1924年（大正13年）『叱られて』を東京レコードに吹き込む。1931年（昭和6年）東京音楽学校卒。1933年（昭和8年）東京音楽学校研究科修了。ヘルマン・ヴーハープフェニッヒに師事。1934年（昭和9年）東京音楽学校教授（ - 1974年（昭和49年）東京芸術大学教授）。1935年（昭和10年）2月 日比谷公会堂におけるクラウス・プリングスハイム指揮、東京音楽学校オーケストラ第74回定期演奏会のマーラー交響曲第3番全曲日本初演のアルト独唱を務める。この間、1939年（昭和14年）- 1941年（昭和16年）ベルリンでミヒャエル・ラウハイゼン、マリア・イーヴォギュン、フラウ・ミュッツェに師事。1940年（昭和15年）ベルリン音楽大学（現：ベルリン芸術大学）修了。1941年（昭和16年）6月 東京音楽学校第93回定期演奏会（共立講堂）モーツァルト『フィガロの結婚』にてケルビン（ケルビーノ）役を務める。
1953年（昭和28年）1月 日比谷公会堂にてモーツァルト『コジ・ファン・トゥッテ』渡邊暁雄指揮、東京フィルハーモニー交響楽団によるドイツ語による演奏会形式初演（出演：伊崎千恵、平原寿恵子、薗田誠一、長岡輝子）、同年8月西日本水害救援募金演奏会（オクタゴン劇場）においてヴァージル・トムソンのオペラ『四人の聖者の三つの行為』、『コジ・ファン・トッテ』のメゾソプラノ独唱を務める。
門下生に飯島千雍子、藤井久仁江、砂原美智子、斉藤純枝、野村陽子、寺谷千枝子、成田絵智子、赤沢啓子、村井はるみ、秋葉京子などを輩出している。
1974年（昭和49年）東京芸術大学を退官し名誉教授となり、高松短期大学教授なども歴任した。
1980年（昭和55年）勲三等宝冠章。
1993年（平成5年）2月20日永眠。86歳没。

## 著書
- 折々の記[1] 1980年（昭和55年）音楽之友社[20]
- 続折々の記[21] 1987年（昭和62年）、非売品

## 主な録音
- ナポリ民謡 サンタ、ルチアー 伴奏 慶応パールハーモニカバンド Fujisan Record[22]
- テルミー…フォックストロット 伴奏 慶応パールハーモニカバンド Fujisan Record[22]